# Herto
Herto ist die Bezeichnung für eine paläoanthropologische und archäologische Fundstelle aus dem Pleistozän auf der Halbinsel Bouri, Mittlerer Awash, in Äthiopien. Sie wurde benannt nach dem in der Nähe gelegenen gleichnamigen Afar-Dorf. In Fachkreisen wurde die Fundstelle vor allem nach der Entdeckung der als Herto-Schädel bezeichneten Fossilien bekannt, die auf ein Alter von nahezu 160.000 Jahren datiert und als Verwandte der direkten Vorfahren des modernen Menschen (Homo sapiens) gedeutet wurden.
Die Fundstelle Herto wurde im Rahmen des Middle Awash Research Project entdeckt und ab 1997 intensiv erforscht, nachdem die ersten Knochen der später auch Homo sapiens idaltu genannten Herto-Schädel entdeckt worden waren. Aus der gleichen Fundschicht („Herto Member“) wurden auch Steinwerkzeuge und Tierfossilien geborgen (u. a. von Flusspferden und Pferden), die auf ein fossiles Biotop schließen lassen, das aus Gewässern und Grasland bestand.

## Belege
1. ↑  Tim White, Berhane Asfaw et al.: Pleistocene Homo sapiens from Middle Awash, Ethiopia. In: Nature. Band 423, 2003, S. 742–747, doi:10.1038/nature01669.
2. ↑  Christoph P. E. Zollikofer et al.: Endocranial ontogeny and evolution in early Homo sapiens: The evidence from Herto, Ethiopia. In: PNAS. Band 119, Nr. 32, 2022, e2123553119, doi:10.1073/pnas.2123553119.
Shape of human brain has barely changed in past 160,000 years. Auf: newscientist.com vom 1. August 2022.
3. ↑  Eintrag Herto in: Bernard Wood (Hrsg.): Wiley-Blackwell Encyclopedia of Human Evolution. 2 Bände. Wiley-Blackwell, Chichester u. a. 2011, ISBN 978-1-4051-5510-6.

Koordinaten: 10° 15′ 5″ N, 40° 33′ 38″ O